# Jacob Dernburg
Jacob Hartwig Dernburg (ursprünglich Derenburg, * 22. Dezember 1794 in Mainz; † 22. März 1878 in Darmstadt) war ein deutscher Jurist. Er lehrte von 1845 bis 1849 als Professor an der Universität Gießen, war danach Staatsanwalt und ab 1853 Richter am Oberappellationsgericht Darmstadt.

## Familie
Die Familie Derenburg stammte aus der gleichnamigen Stadt im heutigen Sachsen-Anhalt. Der Vater Hartwig Derenburg war Komödienautor, um 1789 in Offenbach ansässig und zog dann nach Mainz. Der jüngere Bruder Joseph wanderte nach Frankreich aus, französisierte den Namen zu Derenbourg und erlangte Bedeutung als Orientalist. Jacob Dernburg war mit Rosalie, geborene Reinach, verheiratet. Beide stammten aus jüdischen Familien und konvertierten am 9. Mai 1841 mit ihren Kindern zum evangelischen Christentum. Der Sohn Heinrich Dernburg wurde ebenfalls Rechtsprofessor und der Sohn Friedrich Dernburg wurde nationalliberaler Politiker und Publizist. 

## Leben
Dernburg wuchs in Mainz auf, das bis 1814 unter französischer Herrschaft stand und dann zum Großherzogtum Hessen gehörte. Er studierte Rechtswissenschaften und wurde 1821 durch die Universität Bonn zum Dr. jur. promoviert. Am 25. September 1824 wurde er zum Advocat-Anwalt in seiner Heimatstadt Mainz ernannt. Er war Mitglied der Advocat-Anwaltskammer und 1841/42 deren Sekretär.
1830 wechselte die großherzogliche Regierung den ganzen Vorstand der jüdischen Gemeinde in Mainz aus. Dernburg wurde zum neuen Präses der Gemeinde ernannt. Am 11. April 1845 wurde er ordentlicher Professor der Rechtswissenschaften an der Universität Gießen. Er lehrte dort das französische Recht, das in Rheinhessen auch nach der Franzosenzeit noch in Kraft geblieben war. Auch wenn er inzwischen konvertiert war, wurde er Opfer antisemitischer Intrigen. Am 7. Juli 1849 verließ er die Universität und wurde General-Advokat (also Staatsanwalt) und Stellvertreter des General-Staatsprokurators am Oberappellationsgericht Darmstadt. Am 5. Juli 1853 erhielt er die Ernennung zum Richter am Oberappellationsgericht Darmstadt.

## Werke
Er war Mitautor der Zeitschrift „Archiv merkwürdiger Rechtsfälle und Entscheidungen der rheinhessischen Gerichte“ und Mitherausgeber der Zeitschrift „Archiv für das Strafrecht und das öffentliche Gerichtsverfahren in dem Grossherzogthum Hessen, sowie für das Civilrecht in der Provinz Rheinhessen“ und Autor vieler juristischer Schriften unter anderem:
- Beiträge zur Geschichte der römischen Testamente, 1821, Bonn
- Über den Wert der Schwurgerichte, 1845, Frankfurt am Main
- Noch ein Wort über die Frage: Gibt es in der Rheinprovinz h e u t e noch Realprästationen bis zum Loskauf, 1849, Mainz